# Srednje uho
Srednje uho (latinsko auris media) zajema bobnično votlino s slušnimi koščicami, ušesno trobljo in mastoidnimi celulami.
Gledano proti notranjosti glave, je srednje uho navzad povezano z zrakom napolnjenimi votlinami bradavičastega odrastka, senčnice, navzpred z žrelom preko ušesne troblje in z notranjim ušesom preko ovalnega in okroglega okenca. Zunanje in srednje uho služita prenosu in ojačanju zvočnih valov iz zunanjega v notranje uho, kjer se v spiralnem (Cortijevem) organu zvočni valovi pretvorijo v živčne impulze.

## Razvoj
Strukture srednjega in zunanjega ušesa se razvijejo iz žrelnega aparata in njegovih derivatov. Votlina srednjega ušesa in ušesna troblja nastaneta iz endoderma prvega žrelnega žepa. Slušne koščice se razvijejo iz embrionalnega tkiva prvega (kladivce in nakovalce) in drugega (stremence) žrelnega loka. Iz derivatov žrelnega aparata so tudi dve mišici in živci srednjega ušesa. Bobnič nastane iz embrionalnega tkiva, ki ga z zunanje strani pokriva ektodermalna vrhnjica, z notranje strani pa endoderm prvega žrelnega žepa.

## Bolezni
Bolezni srednjega ušesa so lahko posledica okužbe, zapore (obstrukcije) ušesne troblje ali poškodbe. Primeri bolezni srednjega ušesa so:
- mastoiditis (vnetje bradavičastega odrastka)
- miringitis (vnetje bobniča)
- vnetje srednjega ušesa
- barotravma srednjega ušesa
- otoskleroza
- predrtje bobniča